# Robert du Bois de Vroylande
Robert Fernand Guillaume Marie du Bois de Vroylande (Antwerpen, 6 april 1907 - Ellrich, 16 december 1944) was een Belgisch schrijver en edelman.

## Levensloop
Robert du Bois was een telg uit de Antwerpse familie Du Bois, meer bepaald van de tak de Vroylande. Hij was een van de acht kinderen van Ubald du Bois de Vroylande en Alida van Praet. Hij trouwde in Aartselaar in 1929 met Madeleine Gilliot (1909-1989), dochter van jonkheer Leon Gilliot, burgemeester van Aartselaar. Vanaf 1933 ging het echtpaar in Winksele wonen, samen met hun in Antwerpen geboren drie zoons. Er voegden zich nog vier dochters en een zoon aan het gezin toe.
Aan de universiteit van Leuven sloot Robert vriendschap met Léon Degrelle en werd medewerker en weldra hoofdredacteur van het partijblad van Rex, het in 1932 opgerichte maandblad van de door Degrelle gestichte organisatie. Hij kwam in het Leuvense wonen om aan het tijdschrift mee te werken. Hij bleef echter niet lang in functie, want eind 1933, nadat Degrelle zich begon af te scheiden van de Katholieke Actiebeweging en ten strijde trok tegen de katholieke partij, verliet du Bois de rexistische krant met slaande ruzie. Hij werd een stevige vijand van de "leider".
In 1936 publiceerde hij Quand Rex était petit, een hevig pamflet tegen Degrelle, die hij 'Monsieur Bluff' noemde en aan wie hij zijn grootheidswaan en veel andere gebreken verweet. De aanklacht kwam des te harder aan, omdat hij met zwier en humor was geschreven. Zijn conclusie was dat Degrelle een onbetrouwbare leugenaar was, een toekomstige dictator en bovenal een onbekwame.
Zowel voor als tijdens de oorlog zette Du Bois zijn activiteiten als schrijver verder, tot hij op 18 februari 1944 werd gearresteerd. De enige reden blijkt te zijn geweest dat hij voorkwam op een lijst van verdachte personen die anti-Duitse gevoelens koesterden. Hij werd van geen enkel concreet feit beschuldigd, maar werd niettemin naar het fort van Breendonk gevoerd, vandaar naar Buchenwald en uiteindelijk naar Ellrich, een afdeling van het concentratiekamp Mittelbau-Dora, waar hij op 19 december 1944 overleed.
Het is duidelijk dat het de woede van Degrelle was die hem had achtervolgd en die hem het leven kostte.

## Publicaties
- Quand Rex était petit, 1936.
- Léon Degrelle pourri, Leuven, 1936.
- Fables, Leuven, 1941, met illustraties door Hergé.
- Les hommes sont ainsi faits, roman, 1942.
- Paul 1942, roman, 1942.